# It's Only Rock 'n Roll (But I Like It)
It's Only Rock 'n Roll (But I Like It) è un brano musicale del gruppo rock britannico The Rolling Stones, primo singolo estratto dall'album It's Only Rock 'n Roll del 1974.

## Storia
Registrata a fine 1973 e completata nella primavera del 1974, It's Only Rock 'n Roll (But I Like It) viene comunemente accreditata al duo compositivo Mick Jagger & Keith Richards, anche se notevole fu il contributo ad essa dato del futuro chitarrista dei Rolling Stones Ronnie Wood, che collaborò con Jagger alla stesura del brano. La traccia fu originariamente incisa una sera nello studio di registrazione casalingo di Wood, "The Wick" a Richmond, Londra. David Bowie eseguì il controcanto alla voce solista di Jagger, mentre Willie Weeks suonò il basso e Kenney Jones la batteria.
Il significato del testo del brano venne spiegato da Jagger nelle note interne presenti nella compilation del 1993 Jump Back: «L'idea della canzone ha a che fare con la nostra immagine pubblica dell'epoca. Mi ero un po' stancato della gente che continuava a ripetere cose del tipo "oh, non è buono come il loro ultimo lavoro". La copertina del singolo aveva una mia foto con una penna che mi trafiggeva come fosse una spada. Era una piccola frecciata anti-giornalistica».
Inoltre Mick raccontò che appena ebbe finito di scriverla, capì che la canzone sarebbe uscita come singolo. Sarebbe stata la sua risposta a tutti quelli che prendevano così seriamente tutto quello che faceva la band. Secondo Keith ci furono dei contrasti all'interno del gruppo circa la pubblicazione su singolo del brano ma lui e Jagger insistettero, affermando in maniera categorica che doveva essere il prossimo singolo. Richards aggiunse: «è un classico. Anche solo il titolo da solo è un classico e questo dice tutto».

## Pubblicazione
Pubblicata nel luglio 1974, It's Only Rock 'n Roll (But I Like It) raggiunse la sedicesima posizione nella classifica statunitense e la numero dieci in Gran Bretagna. La B-side fu la ballata Through the Lonely Nights, non compresa in alcun album fino alla raccolta del 2005 Rarities 1971-2003.

## Video
Il 45 giri venne promosso con l'ausilio di un videoclip musicale diretto da Michael Lindsay-Hogg, che mostrava i membri della band vestiti da marinai mentre suonavano in una stanza che veniva gradualmente riempita da un mare di schiuma. Il video fu una delle ultime apparizioni di Mick Taylor nei Rolling Stones, di fatto già rimpiazzato da Ronnie Wood, che però non apparve nel video, ma suonò la chitarra acustica nella registrazione in studio del brano.
Secondo quanto riportato da Richards, l'idea delle uniformi da marinai uscì fuori all'ultimo minuto perché nessuno dei membri della band voleva rovinarsi i vestiti con la schiuma. Jagger disse che l'intero processo di ripresa fu lento e parecchio disagevole. I riflettori dovettero essere tenuti a debita distanza dalla schiuma per paura di scosse elettriche. A causa di questo pericolo, per poter girare il video, la band dovette essere assicurata per una somma ragionevole. Si dice che Richards abbia detto: «Povero vecchio Charlie quasi affogato... perché ci eravamo scordati che lui stava seduto».

## Tracce
1. It's Only Rock 'n Roll (But I Like It) - 5:07
2. Through the Lonely Nights - 4:18

## Formazione
- Mick Jagger: voce
- Keith Richards: chitarra solista
- Ronnie Wood: chitarra ritmica, cori
- Willie Weeks: basso
- Kenney Jones: batteria
- David Bowie: cori di sottofondo

## Classifica
| Classifica (1974)       | Posizione |
| ----------------------- | --------- |
| Dutch Top 40            | 13        |
| Norwegian Singles Chart | 8         |
| Official Singles Chart  | 10        |
| US Billboard Hot 100    | 16        |

## Cover
- Juliana Hatfield nel 2009.
- Twisted Sister.
- "Weird Al" Yankovic in versione polka.
- Tina Turner in duetto con Mick Jagger durante il Live Aid del 1985. La Turner inoltre incluse la canzone (come anche Jumpin' Jack Flash) nel suo tour del 1982.
- Durante il Rock and Roll Hall of Fame 25th Anniversary Concert, Bono degli U2 terminò la sua esecuzione del brano Vertigo con il ritornello di It's Only Rock 'n Roll. Nella stessa serata gli U2 e Mick Jagger eseguirono insieme Gimme Shelter e Stuck in a Moment You Can't Get Out Of.
- Gli ApologetiX con il titolo It's All In God's Control sul loro album del 2010, Soundproof.
- Gli Artists for Children's Promise per beneficenza nel 1999.